# Ravelry
Ravelry er et gratis socialt netværk på engelsk med afsæt i strikning, hækling, vævning, filtning og garnfremstilling. Siden fungerer samtidig som et online værktøj, der gør det nemmere at organisere og dele sine egne projekter indenfor netværkets område, ligesom siden huser omfattende databaser over mønstre, opskrifter og garn.
Siden blev lanceret i beta i 2007, og i januar 2010 havde Ravelry 600.000 registrerede brugere.